# Cantone di Cagnes-sur-Mer-Ouest
Il Cantone di Cagnes-sur-Mer-Ouest era una divisione amministrativa dell'arrondissement di Grasse.
A seguito della riforma approvata con decreto del 24 febbraio 2014, che ha avuto attuazione dopo le elezioni dipartimentali del 2015, è stato soppresso.

## Composizione
Comprendeva la parte occidentale della città di Cagnes-sur-Mer e 3 comuni:
- La Colle-sur-Loup
- Villeneuve-Loubet
- Saint-Paul-de-Vence